# Parviturbo fenestratus
Parviturbo fenestratus là một loài ốc biển, là động vật thân mềm chân bụng sống ở biển thuộc họ Skeneidae.